# سرکار (گوی‌گول)
سرکار (به لاتین: Sərkar) یک منطقه مسکونی در جمهوری آذربایجان است که در شهرستان گوی‌گول واقع شده است. سرکار ۳۶۶ نفر جمعیت دارد.